# Chapter 2: World Domination
Albums de Three 6 Mafia
Chapter 1: The End
(1996) When the Smoke Clears: Sixty 6, Sixty 1
(2000)
Chapter 2: World Domination est le troisième album du groupe Three 6 Mafia, sorti le 4 novembre 1997.

## Sortie
L'album sort le 4 novembre 1997. Il s'agit du premier album sorti par Three 6 Mafia sur Relativity Records et sur leur label Hypnotize Minds,.

## Contenu
L'album fait office de transition dans la discographie du groupe entre un son sombre et rugueux et un son plus accessible auprès du grand public, ainsi que des thèmes davantage gangsta rap que horrorcore. Three 6 Mafia reprend des chansons de précédents albums au sein de celui-ci : Tear da Club Up, Late Nite Tip, Bodyparts et N 2 Deep. L'album comprend des contributions des membres Koopsta Knicca, Lord Infamous, DJ Paul, Juicy J, Gangsta Boo et Crunchy Black,.

## Réception critique et commerciale
Il atteint la 40e place du Billboard 200 le 22 novembre 1997 et reste 22 semaines consécutives au sein du classement. Il est certifié disque d'or par la Recording Industry Association of America le 9 juillet 1998. AllMusic lui attribue une note de 4 sur 5.